# Paweł Przedpełski
Paweł Przedpełski (ur. 23 czerwca 1995 w Toruniu) – polski żużlowiec.
Brat Łukasza Przedpełskiego, również żużlowca.

## Mistrzostwa świata

### Indywidualne mistrzostwa świata

#### Starty wGrand Prix

##### Punkty w poszczególnych zawodach Grand Prix
| Sezon 2013                   |                        |                        |                                |                                 |                                 |                                 |                                 |                                 |                       |                          |                          |        |        |        |        |        |        |        |        |        |        |        |        |        |        |         |         |         |         |         |         |         |         |         |         |         |         |         |         |                  |                  |                  |                  |                  |                  |                  |                  |                  |                  |                  |                  |                  |                  |
| GP Nowej Zelandii – Auckland | GP Europy – Bydgoszcz  | GP Szwecji – Göteborg  | GP Czech – Praga               | GP Wielkiej Brytanii – Cardiff  | GP Polski – Gorzów Wielkopolski | GP Danii – Kopenhaga            | GP Włoch – Terenzano            | GP Łotwy – Dyneburg             | GP Słowenii – Krško   | GP Skandynawii – Solna   | GP Polski – Toruń        | Punkty | Punkty | Punkty | Punkty | Punkty | Punkty | Punkty | Punkty | Punkty | Punkty | Punkty | Punkty | Punkty | Punkty | Miejsce | Miejsce | Miejsce | Miejsce | Miejsce | Miejsce | Miejsce | Miejsce | Miejsce | Miejsce | Miejsce | Miejsce | Miejsce | Miejsce | Zwycięzca        | Zwycięzca        | Zwycięzca        | Zwycięzca        | Zwycięzca        | Zwycięzca        | Zwycięzca        | Zwycięzca        | Zwycięzca        | Zwycięzca        | Zwycięzca        | Zwycięzca        | Zwycięzca        | Zwycięzca        |
| –                            | –                      | –                      | –                              | –                               | –                               | –                               | –                               | –                               | –                     | –                        | ns                       | —      | —      | —      | —      | —      | —      | —      | —      | —      | —      | —      | —      | —      | —      | nk      | nk      | nk      | nk      | nk      | nk      | nk      | nk      | nk      | nk      | nk      | nk      | nk      | nk      | Tai Woffinden    | Tai Woffinden    | Tai Woffinden    | Tai Woffinden    | Tai Woffinden    | Tai Woffinden    | Tai Woffinden    | Tai Woffinden    | Tai Woffinden    | Tai Woffinden    | Tai Woffinden    | Tai Woffinden    | Tai Woffinden    | Tai Woffinden    |
| Sezon 2014                   |                        |                        |                                |                                 |                                 |                                 |                                 |                                 |                       |                          |                          |        |        |        |        |        |        |        |        |        |        |        |        |        |        |         |         |         |         |         |         |         |         |         |         |         |         |         |         |                  |                  |                  |                  |                  |                  |                  |                  |                  |                  |                  |                  |                  |                  |
| GP Nowej Zelandii – Auckland | GP Europy – Bydgoszcz  | GP Finlandii – Tampere | GP Czech – Praga               | GP Szwecji – Målilla            | GP Danii – Kopenhaga            | GP Wielkiej Brytanii – Cardiff  | GP Łotwy – Dyneburg             | GP Polski – Gorzów Wielkopolski | GP Nordyckie – Vojens | GP Skandynawii – Solna   | GP Polski – Toruń        | Punkty | Punkty | Punkty | Punkty | Punkty | Punkty | Punkty | Punkty | Punkty | Punkty | Punkty | Punkty | Punkty | Punkty | Miejsce | Miejsce | Miejsce | Miejsce | Miejsce | Miejsce | Miejsce | Miejsce | Miejsce | Miejsce | Miejsce | Miejsce | Miejsce | Miejsce | Zwycięzca        | Zwycięzca        | Zwycięzca        | Zwycięzca        | Zwycięzca        | Zwycięzca        | Zwycięzca        | Zwycięzca        | Zwycięzca        | Zwycięzca        | Zwycięzca        | Zwycięzca        | Zwycięzca        | Zwycięzca        |
| –                            | ns                     | –                      | –                              | –                               | –                               | –                               | –                               | –                               | –                     | –                        | 4                        | 4      | 4      | 4      | 4      | 4      | 4      | 4      | 4      | 4      | 4      | 4      | 4      | 4      | 4      | 27.     | 27.     | 27.     | 27.     | 27.     | 27.     | 27.     | 27.     | 27.     | 27.     | 27.     | 27.     | 27.     | 27.     | Greg Hancock     | Greg Hancock     | Greg Hancock     | Greg Hancock     | Greg Hancock     | Greg Hancock     | Greg Hancock     | Greg Hancock     | Greg Hancock     | Greg Hancock     | Greg Hancock     | Greg Hancock     | Greg Hancock     | Greg Hancock     |
| Sezon 2015                   |                        |                        |                                |                                 |                                 |                                 |                                 |                                 |                       |                          |                          |        |        |        |        |        |        |        |        |        |        |        |        |        |        |         |         |         |         |         |         |         |         |         |         |         |         |         |         |                  |                  |                  |                  |                  |                  |                  |                  |                  |                  |                  |                  |                  |                  |
| GP Polski – Warszawa         | GP Finlandii – Tampere | GP Czech – Praga       | GP Wielkiej Brytanii – Cardiff | GP Łotwy – Dyneburg             | GP Szwecji – Målilla            | GP Danii – Horsens              | GP Polski – Gorzów Wielkopolski | GP Słowenii – Krško             | GP Sztokholmu – Solna | GP Polski – Toruń        | GP Australii – Melbourne | Punkty | Punkty | Punkty | Punkty | Punkty | Punkty | Punkty | Punkty | Punkty | Punkty | Punkty | Punkty | Punkty | Punkty | Miejsce | Miejsce | Miejsce | Miejsce | Miejsce | Miejsce | Miejsce | Miejsce | Miejsce | Miejsce | Miejsce | Miejsce | Miejsce | Miejsce | Zwycięzca        | Zwycięzca        | Zwycięzca        | Zwycięzca        | Zwycięzca        | Zwycięzca        | Zwycięzca        | Zwycięzca        | Zwycięzca        | Zwycięzca        | Zwycięzca        | Zwycięzca        | Zwycięzca        | Zwycięzca        |
| –                            | –                      | –                      | –                              | –                               | –                               | –                               | –                               | –                               | –                     | ns                       | –                        | —      | —      | —      | —      | —      | —      | —      | —      | —      | —      | —      | —      | —      | —      | nk      | nk      | nk      | nk      | nk      | nk      | nk      | nk      | nk      | nk      | nk      | nk      | nk      | nk      | Tai Woffinden    | Tai Woffinden    | Tai Woffinden    | Tai Woffinden    | Tai Woffinden    | Tai Woffinden    | Tai Woffinden    | Tai Woffinden    | Tai Woffinden    | Tai Woffinden    | Tai Woffinden    | Tai Woffinden    | Tai Woffinden    | Tai Woffinden    |
| Sezon 2016                   |                        |                        |                                |                                 |                                 |                                 |                                 |                                 |                       |                          |                          |        |        |        |        |        |        |        |        |        |        |        |        |        |        |         |         |         |         |         |         |         |         |         |         |         |         |         |         |                  |                  |                  |                  |                  |                  |                  |                  |                  |                  |                  |                  |                  |                  |
| GP Słowenii – Krško          | GP Polski – Warszawa   | GP Danii – Horsens     | GP Czech – Praga               | GP Wielkiej Brytanii – Cardiff  | GP Szwecji – Målilla            | GP Polski – Gorzów Wielkopolski | GP Niemiec – Teterow            | GP Sztokholmu – Solna           | GP Polski – Toruń     | GP Australii – Melbourne | Punkty                   | Punkty | Punkty | Punkty | Punkty | Punkty | Punkty | Punkty | Punkty | Punkty | Punkty | Punkty | Punkty | Punkty | Punkty | Miejsce | Miejsce | Miejsce | Miejsce | Miejsce | Miejsce | Miejsce | Miejsce | Miejsce | Miejsce | Miejsce | Miejsce | Miejsce | Miejsce | Zwycięzca        | Zwycięzca        | Zwycięzca        | Zwycięzca        | Zwycięzca        | Zwycięzca        | Zwycięzca        | Zwycięzca        | Zwycięzca        | Zwycięzca        | Zwycięzca        | Zwycięzca        | Zwycięzca        | Zwycięzca        |
| –                            | ns                     | –                      | –                              | –                               | –                               | ns                              | –                               | –                               | 8                     | –                        | 8                        | 8      | 8      | 8      | 8      | 8      | 8      | 8      | 8      | 8      | 8      | 8      | 8      | 8      | 8      | 18.     | 18.     | 18.     | 18.     | 18.     | 18.     | 18.     | 18.     | 18.     | 18.     | 18.     | 18.     | 18.     | 18.     | Greg Hancock     | Greg Hancock     | Greg Hancock     | Greg Hancock     | Greg Hancock     | Greg Hancock     | Greg Hancock     | Greg Hancock     | Greg Hancock     | Greg Hancock     | Greg Hancock     | Greg Hancock     | Greg Hancock     | Greg Hancock     |
| Sezon 2017                   |                        |                        |                                |                                 |                                 |                                 |                                 |                                 |                       |                          |                          |        |        |        |        |        |        |        |        |        |        |        |        |        |        |         |         |         |         |         |         |         |         |         |         |         |         |         |         |                  |                  |                  |                  |                  |                  |                  |                  |                  |                  |                  |                  |                  |                  |
| GP Słowenii – Krško          | GP Polski – Warszawa   | GP Łotwy – Dyneburg    | GP Czech – Praga               | GP Danii – Horsens              | GP Wielkiej Brytanii – Cardiff  | GP Szwecji – Målilla            | GP Polski – Gorzów Wielkopolski | GP Niemiec – Teterow            | GP Sztokholmu – Solna | GP Polski – Toruń        | GP Australii – Melbourne | Punkty | Punkty | Punkty | Punkty | Punkty | Punkty | Punkty | Punkty | Punkty | Punkty | Punkty | Punkty | Punkty | Punkty | Miejsce | Miejsce | Miejsce | Miejsce | Miejsce | Miejsce | Miejsce | Miejsce | Miejsce | Miejsce | Miejsce | Miejsce | Miejsce | Miejsce | Zwycięzca        | Zwycięzca        | Zwycięzca        | Zwycięzca        | Zwycięzca        | Zwycięzca        | Zwycięzca        | Zwycięzca        | Zwycięzca        | Zwycięzca        | Zwycięzca        | Zwycięzca        | Zwycięzca        | Zwycięzca        |
| –                            | ns                     | –                      | –                              | –                               | –                               | –                               | –                               | –                               | –                     | 10                       | –                        | 10     | 10     | 10     | 10     | 10     | 10     | 10     | 10     | 10     | 10     | 10     | 10     | 10     | 10     | 19.     | 19.     | 19.     | 19.     | 19.     | 19.     | 19.     | 19.     | 19.     | 19.     | 19.     | 19.     | 19.     | 19.     | Jason Doyle      | Jason Doyle      | Jason Doyle      | Jason Doyle      | Jason Doyle      | Jason Doyle      | Jason Doyle      | Jason Doyle      | Jason Doyle      | Jason Doyle      | Jason Doyle      | Jason Doyle      | Jason Doyle      | Jason Doyle      |
| Sezon 2021                   |                        |                        |                                |                                 |                                 |                                 |                                 |                                 |                       |                          |                          |        |        |        |        |        |        |        |        |        |        |        |        |        |        |         |         |         |         |         |         |         |         |         |         |         |         |         |         |                  |                  |                  |                  |                  |                  |                  |                  |                  |                  |                  |                  |                  |                  |
| GP Czech – Praga             | GP Czech – Praga       | GP Polski – Wrocław    | GP Polski – Wrocław            | GP Polski – Lublin              | GP Polski – Lublin              | GP Szwecji – Målilla            | GP Rosji – Togliatti            | GP Danii – Vojens               | GP Polski – Toruń     | GP Polski – Toruń        | Punkty                   | Punkty | Punkty | Punkty | Punkty | Punkty | Punkty | Punkty | Punkty | Punkty | Punkty | Punkty | Punkty | Punkty | Punkty | Miejsce | Miejsce | Miejsce | Miejsce | Miejsce | Miejsce | Miejsce | Miejsce | Miejsce | Miejsce | Miejsce | Miejsce | Miejsce | Miejsce | Zwycięzca        | Zwycięzca        | Zwycięzca        | Zwycięzca        | Zwycięzca        | Zwycięzca        | Zwycięzca        | Zwycięzca        | Zwycięzca        | Zwycięzca        | Zwycięzca        | Zwycięzca        | Zwycięzca        | Zwycięzca        |
| -                            | -                      | -                      | -                              | -                               | -                               | -                               | -                               | -                               | 7                     | 6                        | 13                       | 13     | 13     | 13     | 13     | 13     | 13     | 13     | 13     | 13     | 13     | 13     | 13     | 13     | 13     | 17.     | 17.     | 17.     | 17.     | 17.     | 17.     | 17.     | 17.     | 17.     | 17.     | 17.     | 17.     | 17.     | 17.     | Bartosz Zmarzlik | Bartosz Zmarzlik | Bartosz Zmarzlik | Bartosz Zmarzlik | Bartosz Zmarzlik | Bartosz Zmarzlik | Bartosz Zmarzlik | Bartosz Zmarzlik | Bartosz Zmarzlik | Bartosz Zmarzlik | Bartosz Zmarzlik | Bartosz Zmarzlik | Bartosz Zmarzlik | Bartosz Zmarzlik |
| Sezon 2022                   |                        |                        |                                |                                 |                                 |                                 |                                 |                                 |                       |                          |                          |        |        |        |        |        |        |        |        |        |        |        |        |        |        |         |         |         |         |         |         |         |         |         |         |         |         |         |         |                  |                  |                  |                  |                  |                  |                  |                  |                  |                  |                  |                  |                  |                  |
| GP Chorwacji – Goričan       | GP Polski – Warszawa   | GP Czech – Praga       | GP Niemiec – Teterow           | GP Polski – Gorzów Wielkopolski | GP Wielkiej Brytanii – Cardiff  | GP Polski – Wrocław             | GP Danii – Vojens               | GP Szwecji – Målilla            | GP Polski – Toruń     | Punkty                   | Punkty                   | Punkty | Punkty | Punkty | Punkty | Punkty | Punkty | Punkty | Punkty | Punkty | Punkty | Punkty | Punkty | Punkty | Punkty | Miejsce | Miejsce | Miejsce | Miejsce | Miejsce | Miejsce | Miejsce | Miejsce | Miejsce | Miejsce | Miejsce | Miejsce | Miejsce | Miejsce | Zwycięzca        | Zwycięzca        | Zwycięzca        | Zwycięzca        | Zwycięzca        | Zwycięzca        | Zwycięzca        | Zwycięzca        | Zwycięzca        | Zwycięzca        | Zwycięzca        | Zwycięzca        | Zwycięzca        | Zwycięzca        |
| 1                            | 9                      | 2                      | 3                              | 4                               | 3                               | 3                               | 3                               | 1                               | 0                     | 29                       | 29                       | 29     | 29     | 29     | 29     | 29     | 29     | 29     | 29     | 29     | 29     | 29     | 29     | 29     | 29     | 15.     | 15.     | 15.     | 15.     | 15.     | 15.     | 15.     | 15.     | 15.     | 15.     | 15.     | 15.     | 15.     | 15.     | Bartosz Zmarzlik | Bartosz Zmarzlik | Bartosz Zmarzlik | Bartosz Zmarzlik | Bartosz Zmarzlik | Bartosz Zmarzlik | Bartosz Zmarzlik | Bartosz Zmarzlik | Bartosz Zmarzlik | Bartosz Zmarzlik | Bartosz Zmarzlik | Bartosz Zmarzlik | Bartosz Zmarzlik | Bartosz Zmarzlik |

| Reprezentacja     | Reprezentacja |
| ----------------- | ------------- |
| Polska            |               |
| Statystyki        |               |
| Starty            | 15            |
| Zwycięstwa        | 0             |
| Miejsca na podium | 0             |
| Finalista         | 0             |
| Punkty            | 64            |

### Indywidualne mistrzostwa świata juniorów
| Sezon 2015             |                      |                      |        |        |        |        |        |        |        |        |        |        |        |        |        |        |         |         |         |         |         |         |         |         |         |         |         |         |         |         |               |               |               |               |               |               |               |               |               |               |               |               |               |               |                  |                  |                  |                  |                  |                  |                  |                  |                  |                  |                  |                  |                  |                  |
| Finał #1 – Lonigo      | Finał #2 – Lublin    | Finał #3 – Pardubice | Punkty | Punkty | Punkty | Punkty | Punkty | Punkty | Punkty | Punkty | Punkty | Punkty | Punkty | Punkty | Punkty | Punkty | Miejsce | Miejsce | Miejsce | Miejsce | Miejsce | Miejsce | Miejsce | Miejsce | Miejsce | Miejsce | Miejsce | Miejsce | Miejsce | Miejsce | Reprezentacja | Reprezentacja | Reprezentacja | Reprezentacja | Reprezentacja | Reprezentacja | Reprezentacja | Reprezentacja | Reprezentacja | Reprezentacja | Reprezentacja | Reprezentacja | Reprezentacja | Reprezentacja | Zwycięzca        | Zwycięzca        | Zwycięzca        | Zwycięzca        | Zwycięzca        | Zwycięzca        | Zwycięzca        | Zwycięzca        | Zwycięzca        | Zwycięzca        | Zwycięzca        | Zwycięzca        | Zwycięzca        | Zwycięzca        |
| 8                      | 14                   | 7                    | 29     | 29     | 29     | 29     | 29     | 29     | 29     | 29     | 29     | 29     | 29     | 29     | 29     | 29     | 4.      | 4.      | 4.      | 4.      | 4.      | 4.      | 4.      | 4.      | 4.      | 4.      | 4.      | 4.      | 4.      | 4.      | Polska        | Polska        | Polska        | Polska        | Polska        | Polska        | Polska        | Polska        | Polska        | Polska        | Polska        | Polska        | Polska        | Polska        | Bartosz Zmarzlik | Bartosz Zmarzlik | Bartosz Zmarzlik | Bartosz Zmarzlik | Bartosz Zmarzlik | Bartosz Zmarzlik | Bartosz Zmarzlik | Bartosz Zmarzlik | Bartosz Zmarzlik | Bartosz Zmarzlik | Bartosz Zmarzlik | Bartosz Zmarzlik | Bartosz Zmarzlik | Bartosz Zmarzlik |
| Sezon 2016             |                      |                      |        |        |        |        |        |        |        |        |        |        |        |        |        |        |         |         |         |         |         |         |         |         |         |         |         |         |         |         |               |               |               |               |               |               |               |               |               |               |               |               |               |               |                  |                  |                  |                  |                  |                  |                  |                  |                  |                  |                  |                  |                  |                  |
| Finał #1 – King's Lynn | Finał #2 – Pardubice | Finał #3 – Gdańsk    | Punkty | Punkty | Punkty | Punkty | Punkty | Punkty | Punkty | Punkty | Punkty | Punkty | Punkty | Punkty | Punkty | Punkty | Miejsce | Miejsce | Miejsce | Miejsce | Miejsce | Miejsce | Miejsce | Miejsce | Miejsce | Miejsce | Miejsce | Miejsce | Miejsce | Miejsce | Reprezentacja | Reprezentacja | Reprezentacja | Reprezentacja | Reprezentacja | Reprezentacja | Reprezentacja | Reprezentacja | Reprezentacja | Reprezentacja | Reprezentacja | Reprezentacja | Reprezentacja | Reprezentacja | Zwycięzca        | Zwycięzca        | Zwycięzca        | Zwycięzca        | Zwycięzca        | Zwycięzca        | Zwycięzca        | Zwycięzca        | Zwycięzca        | Zwycięzca        | Zwycięzca        | Zwycięzca        | Zwycięzca        | Zwycięzca        |
| 6                      | 11                   | 9                    | 26     | 26     | 26     | 26     | 26     | 26     | 26     | 26     | 26     | 26     | 26     | 26     | 26     | 26     | 9.      | 9.      | 9.      | 9.      | 9.      | 9.      | 9.      | 9.      | 9.      | 9.      | 9.      | 9.      | 9.      | 9.      | Polska        | Polska        | Polska        | Polska        | Polska        | Polska        | Polska        | Polska        | Polska        | Polska        | Polska        | Polska        | Polska        | Polska        | Max Fricke       | Max Fricke       | Max Fricke       | Max Fricke       | Max Fricke       | Max Fricke       | Max Fricke       | Max Fricke       | Max Fricke       | Max Fricke       | Max Fricke       | Max Fricke       | Max Fricke       | Max Fricke       |

### Drużynowe mistrzostwa świata juniorów
| Rok  | Dzień           | Miejscowość | Stadion                      | Długość toru | Reprezentacja | Skład | Biegi       | Punkty  | Miejsce | Zwycięzca |
| ---- | --------------- | ----------- | ---------------------------- | ------------ | ------------- | ----- | ----------- | ------- | ------- | --------- |
| 2013 | 28 września     | Pardubice   | Plochodrážní Stadion Svítkov | 400 m        | Polska        | [ a ] | (2,2,3,1,2) | 10 (41) | 2.      | Dania     |
| 2014 | 23 sierpnia     | Slangerup   | Slangerup Speedway Center    | 340 m        | Polska        | [ b ] | (3,3,3,2,3) | 14 (51) | 1.      | —         |
| 2015 | 31 października | Mildura     | Olympic Park Speedway        | 300 m        | Polska        | [ c ] | (w,3,2,1,1) | 7 (50)  | 1.      | —         |
| 2016 | 20 sierpnia     | Norrköping  | ICA Maxi Arena               | 271 m        | Polska        | [ d ] | (2,3,3,3,3) | 14 (44) | 1.      | —         |

## Mistrzostwa Europy

### Indywidualne mistrzostwa Europy
| Sezon 2015       |                     |                       |                                |        |        |        |        |        |        |        |        |        |        |        |        |        |        |         |         |         |         |         |         |         |         |         |         |         |         |         |         |               |               |               |               |               |               |               |               |               |               |               |               |               |               |                  |                  |                  |                  |                  |                  |                  |                  |                  |                  |                  |                  |                  |                  |
| Finał #1 – Toruń | Finał #2 – Landshut | Finał #3 – Kumla      | Finał #4 – Ostrów Wielkopolski | Punkty | Punkty | Punkty | Punkty | Punkty | Punkty | Punkty | Punkty | Punkty | Punkty | Punkty | Punkty | Punkty | Punkty | Miejsce | Miejsce | Miejsce | Miejsce | Miejsce | Miejsce | Miejsce | Miejsce | Miejsce | Miejsce | Miejsce | Miejsce | Miejsce | Miejsce | Reprezentacja | Reprezentacja | Reprezentacja | Reprezentacja | Reprezentacja | Reprezentacja | Reprezentacja | Reprezentacja | Reprezentacja | Reprezentacja | Reprezentacja | Reprezentacja | Reprezentacja | Reprezentacja | Zwycięzca        | Zwycięzca        | Zwycięzca        | Zwycięzca        | Zwycięzca        | Zwycięzca        | Zwycięzca        | Zwycięzca        | Zwycięzca        | Zwycięzca        | Zwycięzca        | Zwycięzca        | Zwycięzca        | Zwycięzca        |
| 12               | –                   | –                     | –                              | 12     | 12     | 12     | 12     | 12     | 12     | 12     | 12     | 12     | 12     | 12     | 12     | 12     | 12     | 16.     | 16.     | 16.     | 16.     | 16.     | 16.     | 16.     | 16.     | 16.     | 16.     | 16.     | 16.     | 16.     | 16.     | Polska        | Polska        | Polska        | Polska        | Polska        | Polska        | Polska        | Polska        | Polska        | Polska        | Polska        | Polska        | Polska        | Polska        | Emil Sajfutdinow | Emil Sajfutdinow | Emil Sajfutdinow | Emil Sajfutdinow | Emil Sajfutdinow | Emil Sajfutdinow | Emil Sajfutdinow | Emil Sajfutdinow | Emil Sajfutdinow | Emil Sajfutdinow | Emil Sajfutdinow | Emil Sajfutdinow | Emil Sajfutdinow | Emil Sajfutdinow |
| Sezon 2017       |                     |                       |                                |        |        |        |        |        |        |        |        |        |        |        |        |        |        |         |         |         |         |         |         |         |         |         |         |         |         |         |         |               |               |               |               |               |               |               |               |               |               |               |               |               |               |                  |                  |                  |                  |                  |                  |                  |                  |                  |                  |                  |                  |                  |                  |
| Finał #1 – Toruń | Finał #2 – Güstrow  | Finał #3 – Hallstavik | Finał #4 – Lublin              | Punkty | Punkty | Punkty | Punkty | Punkty | Punkty | Punkty | Punkty | Punkty | Punkty | Punkty | Punkty | Punkty | Punkty | Miejsce | Miejsce | Miejsce | Miejsce | Miejsce | Miejsce | Miejsce | Miejsce | Miejsce | Miejsce | Miejsce | Miejsce | Miejsce | Miejsce | Reprezentacja | Reprezentacja | Reprezentacja | Reprezentacja | Reprezentacja | Reprezentacja | Reprezentacja | Reprezentacja | Reprezentacja | Reprezentacja | Reprezentacja | Reprezentacja | Reprezentacja | Reprezentacja | Zwycięzca        | Zwycięzca        | Zwycięzca        | Zwycięzca        | Zwycięzca        | Zwycięzca        | Zwycięzca        | Zwycięzca        | Zwycięzca        | Zwycięzca        | Zwycięzca        | Zwycięzca        | Zwycięzca        | Zwycięzca        |
| 2                | –                   | –                     | –                              | 2      | 2      | 2      | 2      | 2      | 2      | 2      | 2      | 2      | 2      | 2      | 2      | 2      | 2      | 22.     | 22.     | 22.     | 22.     | 22.     | 22.     | 22.     | 22.     | 22.     | 22.     | 22.     | 22.     | 22.     | 22.     | Polska        | Polska        | Polska        | Polska        | Polska        | Polska        | Polska        | Polska        | Polska        | Polska        | Polska        | Polska        | Polska        | Polska        | Andžejs Ļebedevs | Andžejs Ļebedevs | Andžejs Ļebedevs | Andžejs Ļebedevs | Andžejs Ļebedevs | Andžejs Ļebedevs | Andžejs Ļebedevs | Andžejs Ļebedevs | Andžejs Ļebedevs | Andžejs Ļebedevs | Andžejs Ļebedevs | Andžejs Ļebedevs | Andžejs Ļebedevs | Andžejs Ļebedevs |

### Indywidualne mistrzostwa Europy juniorów
| Rok  | Dzień       | Miejscowość | Stadion                   | Długość toru | Reprezentacja | Biegi       | Punkty | Miejsce | Zwycięzca        |
| ---- | ----------- | ----------- | ------------------------- | ------------ | ------------- | ----------- | ------ | ------- | ---------------- |
| 2013 | 24 sierpnia | Güstrow     | Speedway-Stadion Güstrow  | 298 m        | Polska        | (2,3,3,1,2) | 11     | 5.      | Mikkel Michelsen |
| 2014 | 27 września | Rybnik      | Stadion Miejski w Rybniku | 378,6 m      | Polska        | (0,0,u,1,3) | 4      | 12.     | Václav Milík     |

### Drużynowe mistrzostwa Europy juniorów
| Rok  | Dzień      | Miejscowość | Stadion                 | Długość toru | Reprezentacja | Skład | Biegi       | Punkty | Miejsce | Zwycięzca |
| ---- | ---------- | ----------- | ----------------------- | ------------ | ------------- | ----- | ----------- | ------ | ------- | --------- |
| 2013 | 6 lipca    | Opole       | Stadion Żużlowy w Opolu | 321 m        | Polska        | [ e ] | (3,–,2,1,2) | 8 (50) | 1.      | —         |
| 2014 | 28 czerwca | Herxheim    | Waldstadion             | 283 m        | Polska        | [ f ] | (3,w,3,2,1) | 9 (49) | 1.      | —         |

## Rozgrywki krajowe

### Mistrzostwa Polski

#### Młodzieżowe indywidualne mistrzostwa Polski
| Rok  | Dzień       | Miejscowość         | Stadion                      | Długość toru | Klub           | Biegi       | Punkty | Miejsce | Zwycięzca        |
| ---- | ----------- | ------------------- | ---------------------------- | ------------ | -------------- | ----------- | ------ | ------- | ---------------- |
| 2013 | 7 września  | Tarnów              | Stadion Miejski w Tarnowie   | 392 m        | Unibax Toruń   | (3,3,3,2,2) | 13     | 2.      | Patryk Dudek     |
| 2014 | 13 września | Gorzów Wielkopolski | Stadion im. Edwarda Jancarza | 329 m        | Unibax Toruń   | (0,2,1,0,3) | 6      | 9.      | Szymon Woźniak   |
| 2015 | 12 lipca    | Leszno              | Stadion im. Alfreda Smoczyka | 346 m        | KS Toruń       | —           | —      | —       | Bartosz Zmarzlik |
| 2016 | 16 lipca    | Częstochowa         | Arena Częstochowa            | 359 m        | Get Well Toruń | (3,3,3,1,3) | 13+3   | 2.      | Daniel Kaczmarek |

#### Drużynowe mistrzostwa Polski
| Sezon | Klub                                 | Liga       | Mecze | Biegi | Punkty | Bonusy | Razem | Średnia biegowa | Miejsce | Zwycięzca ligi               | Mistrz Polski                |
| ----- | ------------------------------------ | ---------- | ----- | ----- | ------ | ------ | ----- | --------------- | ------- | ---------------------------- | ---------------------------- |
| 2011  | Unibax Toruń                         | Ekstraliga | –     | –     | –      | –      | –     | ns              | 4.      | Stelmet Falubaz Zielona Góra | Stelmet Falubaz Zielona Góra |
| 2012  | Unibax Toruń                         | Ekstraliga | 4     | 3     | 3      | 1      | 4     | 1,333           | 3.      | Azoty Tauron Tarnów          | Azoty Tauron Tarnów          |
| 2012  | Victoria Piła (gość)                 | II liga    | 2     | 6     | 4      | –      | 4     | 0,667           | 3.      | Kolejarz Rawag Rawicz        | Azoty Tauron Tarnów          |
| 2013  | Unibax Toruń                         | Ekstraliga | 22    | 100   | 149    | 26     | 175   | 1,750           | 2.      | Stelmet Falubaz Zielona Góra | Stelmet Falubaz Zielona Góra |
| 2014  | Unibax Toruń                         | Ekstraliga | 14    | 57    | 90     | 11     | 101   | 1,772           | 5.      | Stal Gorzów Wielkopolski     | Stal Gorzów Wielkopolski     |
| 2015  | KS Toruń                             | Ekstraliga | 17    | 80    | 153    | 11     | 164   | 2,050           | 4.      | Fogo Unia Leszno             | Fogo Unia Leszno             |
| 2016  | Get Well Toruń                       | Ekstraliga | 18    | 78    | 129    | 17     | 146   | 1,872           | 2.      | Stal Gorzów Wielkopolski     | Stal Gorzów Wielkopolski     |
| 2017  | Get Well Toruń                       | Ekstraliga | 8     | 33    | 41     | 5      | 46    | 1,394           | 7.      | Fogo Unia Leszno             | Fogo Unia Leszno             |
| 2017  | Get Well Toruń                       | Baraże     | 2     | 10    | 13     | 2      | 15    | 1,500           | 7.      | Fogo Unia Leszno             | Fogo Unia Leszno             |
| 2018  | Get Well Toruń                       | Ekstraliga | 13    | 46    | 57     | 11     | 68    | 1,478           | 5.      | Fogo Unia Leszno             | Fogo Unia Leszno             |
| 2019  | forBET Włókniarz Częstochowa         | Ekstraliga | 18    | 70    | 74     | 11     | 85    | 1,214           | 3.      | Fogo Unia Leszno             | Fogo Unia Leszno             |
| 2020  | ELTROX Włókniarz Częstochowa         | Ekstraliga | 13    | 57    | 79     | 11     | 90    | 1,579           | 5.      | Fogo Unia Leszno             | Fogo Unia Leszno             |
| 2021  | eWinner Apator Toruń                 | Ekstraliga | 14    | 66    | 116    | 10     | 126   | 1,909           | 6.      | Betard Sparta Wrocław        | Betard Sparta Wrocław        |
| 2022  | For Nature Solutions Apator Toruń    | Ekstraliga | 20    | 120   | 173    | 24     | 200   | 1,667           | 4.      | Motor Lublin                 | Motor Lublin                 |
| 2023  | For Nature Solutions KS Apator Toruń | Ekstraliga | 20    | 89    | 119    | 15     | 134   | 1,506           | 3.      | Platinum Motor Lublin        | Platinum Motor Lublin        |
| 2024  | KS Apator Toruń                      | Ekstraliga | 20    | 95    | 121    | 12     | 133   | 1,400           | 3.      | Orlen Oil Motor Lublin       | Orlen Oil Motor Lublin       |

#### Młodzieżowe drużynowe mistrzostwa Polski
| Rok  | Dzień          | Miejscowość | Stadion                   | Długość toru | Klub         | Skład | Biegi     | Punkty | Miejsce | Zwycięzca                |
| ---- | -------------- | ----------- | ------------------------- | ------------ | ------------ | ----- | --------- | ------ | ------- | ------------------------ |
| 2013 | 4 września     | Częstochowa | Arena Częstochowa         | 368 m        | Unibax Toruń | [ i ] | (1,3,d,3) | 7 (18) | 5.      | Stal Gorzów Wielkopolski |
| 2014 | 8 października | Rybnik      | Stadion Miejski w Rybniku | 378,6 m      | Unibax Toruń | [ j ] | (2,1,1,3) | 7 (16) | 6.      | Fogo Unia Leszno         |

#### Mistrzostwa Polski par klubowych
| Rok  | Dzień           | Miejscowość         | Stadion                                                        | Długość toru | Klub                              | Skład | Biegi         | Punkty   | Miejsce | Zwycięzca                            |
| ---- | --------------- | ------------------- | -------------------------------------------------------------- | ------------ | --------------------------------- | ----- | ------------- | -------- | ------- | ------------------------------------ |
| 2014 | 19 października | Gorzów Wielkopolski | Stadion im. Edwarda Jancarza                                   | 329 m        | Unibax Toruń                      | [ k ] | (2,3,1,3,3,2) | 14 (26)  | 2.      | Stal Gorzów Wielkopolski             |
| 2016 | 8 kwietnia 2017 | Rawicz              | Stadion im. Floriana Kapały                                    | 333 m        | Get Well Toruń                    | [ m ] | (0,1,2,2,0,1) | 6 (23+2) | 3.      | Betard Sparta Wrocław                |
| 2019 | 11 maja         | Bydgoszcz           | Stadion Miejski im. Marszałka Józefa Piłsudskiego w Bydgoszczy | 348 m        | Eltrox Włókniarz Częstochowa      | [ n ] | (2,1,1,3,3,2) | 12 (18)  | 4.      | Fogo Unia Leszno                     |
| 2021 | 3 września      | Grudziądz           | Stadion żużlowy w Grudziądzu                                   | 355 m        | eWinner Apator Toruń              | [ o ] | (3,3,3,1,W,-) | 10 (18)  | 5.      | ZOOLeszcz DPV Logistic GKM Grudziądz |
| 2023 | 2 kwietnia      | Rzeszów             | Stadion Miejski „Stal” w Rzeszowie                             | 395 m        | For Nature Solutions Apator Toruń | [ p ] | (1,0,1)       | 2 (18+2) | 4.      | Platinum Motor Lublin                |

#### Młodzieżowe mistrzostwa Polski par klubowych
| Rok  | Dzień          | Miejscowość         | Stadion                           | Długość toru | Klub         | Skład | Biegi         | Punkty  | Miejsce | Zwycięzca                                   |
| ---- | -------------- | ------------------- | --------------------------------- | ------------ | ------------ | ----- | ------------- | ------- | ------- | ------------------------------------------- |
| 2013 | 3 października | Gdańsk              | Stadion im. Zbigniewa Podleckiego | 349 m        | Unibax Toruń | [ q ] | (0,2,3,1,3,3) | 12 (22) | 2.      | Włókniarz Częstochowa                       |
| 2014 | 9 października | Tarnów              | Stadion Miejski w Tarnowie        | 392 m        | Unibax Toruń | [ r ] | (1,d,1,3,2,2) | 9 (21)  | 3.      | Fogo Unia Leszno                            |
| 2015 | 26 września    | Gorzów Wielkopolski | Stadion im. Edwarda Jancarza      | 329 m        | KS Toruń     | [ s ] | (2,1,1,3,3,3) | 13 (16) | 4.      | MONEYmakesMONEY.pl Stal Gorzów Wielkopolski |

### Pozostałe rozgrywki w Polsce

#### Turniej o Złoty Kask
| Rok  | Dzień           | Miejscowość  | Stadion                                                        | Długość toru | Klub                              | Biegi                     | Punkty                    | Miejsce                   | Zwycięzca           |
| ---- | --------------- | ------------ | -------------------------------------------------------------- | ------------ | --------------------------------- | ------------------------- | ------------------------- | ------------------------- | ------------------- |
| 2017 | 20 kwietnia     | Zielona Góra | Stadion Żużlowy w Zielonej Górze                               | 337,5 m      | Get Well Toruń                    | (1,2,0,0,3)               | 6                         | 13.                       | Przemysław Pawlicki |
| 2018 | 19 kwietnia     | Piła         | Stadion żużlowy w Pile                                         | 348,8 m      | Get Well Toruń                    | 9. miejsce w eliminacjach | 9. miejsce w eliminacjach | 9. miejsce w eliminacjach | Jarosław Hampel     |
| 2019 | 11 października | Gdańsk       | Stadion im. Zbigniewa Podleckiego w Gdańsku                    | 349 m        | forBET Włókniarz Częstochowa      | (1,3,0,2,0)               | 6                         | 10.                       | Krzysztof Kasprzak  |
| 2020 | 27 lipca        | Bydgoszcz    | Stadion Miejski im. Marszałka Józefa Piłsudskiego w Bydgoszczy | 348 m        | ELTROX Włókniarz Częstochowa      | (2,3,2,3,2) +3            | 12+3                      | 2.                        | Bartosz Zmarzlik    |
| 2021 | 21 czerwca      | Zielona Góra | Stadion żużlowy w Zielonej Górze                               | 337,5 m      | eWinner Apator Toruń              | (2,3,3,3,t) +2            | 11+2                      | 3.                        | Bartosz Zmarzlik    |
| 2022 | 18 kwietnia     | Opole        | Stadion im. Mariana Spychały w Opolu                           | 321 m        | For Nature Solutions Apator Toruń | (0,0,0,1,0)               | 1                         | 16.                       | Bartosz Zmarzlik    |

#### Turniej o Srebrny Kask
| Rok  | Dzień       | Miejscowość | Stadion              | Długość toru | Klub         | Biegi                  | Punkty                 | Miejsce                | Zwycięzca      |
| ---- | ----------- | ----------- | -------------------- | ------------ | ------------ | ---------------------- | ---------------------- | ---------------------- | -------------- |
| 2014 | 27 lipca    | Krosno      | Stadion MOSiR Krosno | 398 m        | Unibax Toruń | (2,0,3,1,3)            | 9                      | 6.                     | Piotr Pawlicki |
| 2015 | 30 sierpnia | Piła        | Stadion Polonii Piła | 349 m        | KS Toruń     | 3. miejsce w półfinale | 3. miejsce w półfinale | 3. miejsce w półfinale | Kacper Woryna  |

#### Turniej o Brązowy Kask
| Rok  | Dzień      | Miejscowość | Stadion                 | Długość toru | Klub         | Biegi       | Punkty | Miejsce | Zwycięzca    |
| ---- | ---------- | ----------- | ----------------------- | ------------ | ------------ | ----------- | ------ | ------- | ------------ |
| 2014 | 8 sierpnia | Lublin      | Stadion MOSiR Bystrzyca | 388 m        | Unibax Toruń | (2,3,3,t,3) | 11+2   | 4.      | Adrian Cyfer |

#### Drużynowe mistrzostwa Ligi Juniorów
| Sezon 2013                                   |              |                     |         |                     |                     |             |        |         |              |              |              |              |              |              |              |              |              |              |              |              |              |              |                |                |                |                |                |                |                |                |                |                |                |                |                |                |                |                |                |                |                |                |                |                |                       |                       |                       |                       |                       |                       |                       |                       |                       |                       |                       |                       |                       |                       |                       |                       |                       |                       |                       |                       |                       |                       |
| Toruń                                        | Zielona Góra | Częstochowa         | Rzeszów | Leszno              | Gorzów Wielkopolski |             |        | Miejsce | Miejsce      | Miejsce      | Miejsce      | Miejsce      | Miejsce      | Miejsce      | Miejsce      | Miejsce      | Miejsce      | Miejsce      | Miejsce      | Miejsce      | Miejsce      | Miejsce      | Klub           | Klub           | Klub           | Klub           | Klub           | Klub           | Klub           | Klub           | Klub           | Klub           | Klub           | Klub           | Klub           | Klub           | Klub           | Klub           | Klub           | Klub           | Klub           | Klub           | Klub           | Klub           | Zwycięzca             | Zwycięzca             | Zwycięzca             | Zwycięzca             | Zwycięzca             | Zwycięzca             | Zwycięzca             | Zwycięzca             | Zwycięzca             | Zwycięzca             | Zwycięzca             | Zwycięzca             | Zwycięzca             | Zwycięzca             | Zwycięzca             | Zwycięzca             | Zwycięzca             | Zwycięzca             | Zwycięzca             | Zwycięzca             | Zwycięzca             | Zwycięzca             |
| 7                                            | 6            | 11                  | 11      | 8                   | 3                   |             |        | 1.      | Unibax Toruń | Unibax Toruń | Unibax Toruń | Unibax Toruń | Unibax Toruń | Unibax Toruń | Unibax Toruń | Unibax Toruń | Unibax Toruń | Unibax Toruń | Unibax Toruń | Unibax Toruń | Unibax Toruń | Unibax Toruń | Unibax Toruń   | Unibax Toruń   | Unibax Toruń   | Unibax Toruń   | Unibax Toruń   | Unibax Toruń   | Unibax Toruń   | Unibax Toruń   | —              | —              | —              | —              | —              | —              | —              | —              | —              | —              | —              | —              | —              | —              | —                     | —                     | —                     | —                     | —                     | —                     | —                     | —                     |                       |                       |                       |                       |                       |                       |                       |                       |                       |                       |                       |                       |                       |                       |
| Sezon 2014                                   |              |                     |         |                     |                     |             |        |         |              |              |              |              |              |              |              |              |              |              |              |              |              |              |                |                |                |                |                |                |                |                |                |                |                |                |                |                |                |                |                |                |                |                |                |                |                       |                       |                       |                       |                       |                       |                       |                       |                       |                       |                       |                       |                       |                       |                       |                       |                       |                       |                       |                       |                       |                       |
| Gdańsk                                       | Toruń        | Leszno              | Wrocław | Gorzów Wielkopolski | Zielona Góra        | Częstochowa | Tarnów | Miejsce | Miejsce      | Miejsce      | Miejsce      | Miejsce      | Miejsce      | Miejsce      | Miejsce      | Miejsce      | Miejsce      | Miejsce      | Miejsce      | Miejsce      | Miejsce      | Miejsce      | Klub           | Klub           | Klub           | Klub           | Klub           | Klub           | Klub           | Klub           | Klub           | Klub           | Klub           | Klub           | Klub           | Klub           | Klub           | Klub           | Klub           | Klub           | Klub           | Klub           | Klub           | Klub           | Zwycięzca             | Zwycięzca             | Zwycięzca             | Zwycięzca             | Zwycięzca             | Zwycięzca             | Zwycięzca             | Zwycięzca             | Zwycięzca             | Zwycięzca             | Zwycięzca             | Zwycięzca             | Zwycięzca             | Zwycięzca             | Zwycięzca             | Zwycięzca             | Zwycięzca             | Zwycięzca             | Zwycięzca             | Zwycięzca             | Zwycięzca             | Zwycięzca             |
| –                                            | 12           | 12                  | 9       | –                   | ×                   | –           | –      | 4.      | 4.           | 4.           | 4.           | 4.           | 4.           | 4.           | 4.           | 4.           | 4.           | 4.           | 4.           | 4.           | 4.           | 4.           | Unibax Toruń   | Unibax Toruń   | Unibax Toruń   | Unibax Toruń   | Unibax Toruń   | Unibax Toruń   | Unibax Toruń   | Unibax Toruń   | Unibax Toruń   | Unibax Toruń   | Unibax Toruń   | Unibax Toruń   | Unibax Toruń   | Unibax Toruń   | Unibax Toruń   | Unibax Toruń   | Unibax Toruń   | Unibax Toruń   | Unibax Toruń   | Unibax Toruń   | Unibax Toruń   | Unibax Toruń   | Włókniarz Częstochowa | Włókniarz Częstochowa | Włókniarz Częstochowa | Włókniarz Częstochowa | Włókniarz Częstochowa | Włókniarz Częstochowa | Włókniarz Częstochowa | Włókniarz Częstochowa | Włókniarz Częstochowa | Włókniarz Częstochowa | Włókniarz Częstochowa | Włókniarz Częstochowa | Włókniarz Częstochowa | Włókniarz Częstochowa | Włókniarz Częstochowa | Włókniarz Częstochowa | Włókniarz Częstochowa | Włókniarz Częstochowa | Włókniarz Częstochowa | Włókniarz Częstochowa | Włókniarz Częstochowa | Włókniarz Częstochowa |
| Sezon 2016                                   |              |                     |         |                     |                     |             |        |         |              |              |              |              |              |              |              |              |              |              |              |              |              |              |                |                |                |                |                |                |                |                |                |                |                |                |                |                |                |                |                |                |                |                |                |                |                       |                       |                       |                       |                       |                       |                       |                       |                       |                       |                       |                       |                       |                       |                       |                       |                       |                       |                       |                       |                       |                       |
| Poznań (organizator – Betard Sparta Wrocław) | Zielona Góra | Gorzów Wielkopolski | Tarnów  | Toruń               | Grudziądz           | Rybnik      | Leszno | Miejsce | Miejsce      | Miejsce      | Miejsce      | Miejsce      | Miejsce      | Miejsce      | Miejsce      | Miejsce      | Miejsce      | Miejsce      | Miejsce      | Miejsce      | Miejsce      | Miejsce      | Klub           | Klub           | Klub           | Klub           | Klub           | Klub           | Klub           | Klub           | Klub           | Klub           | Klub           | Klub           | Klub           | Klub           | Klub           | Klub           | Klub           | Klub           | Klub           | Klub           | Klub           | Klub           | Zwycięzca             | Zwycięzca             | Zwycięzca             | Zwycięzca             | Zwycięzca             | Zwycięzca             | Zwycięzca             | Zwycięzca             | Zwycięzca             | Zwycięzca             | Zwycięzca             | Zwycięzca             | Zwycięzca             | Zwycięzca             | Zwycięzca             | Zwycięzca             | Zwycięzca             | Zwycięzca             | Zwycięzca             | Zwycięzca             | Zwycięzca             | Zwycięzca             |
| –                                            | –            | –                   | –       | 12                  | –                   | –           | ×      | 7.      | 7.           | 7.           | 7.           | 7.           | 7.           | 7.           | 7.           | 7.           | 7.           | 7.           | 7.           | 7.           | 7.           | 7.           | Get Well Toruń | Get Well Toruń | Get Well Toruń | Get Well Toruń | Get Well Toruń | Get Well Toruń | Get Well Toruń | Get Well Toruń | Get Well Toruń | Get Well Toruń | Get Well Toruń | Get Well Toruń | Get Well Toruń | Get Well Toruń | Get Well Toruń | Get Well Toruń | Get Well Toruń | Get Well Toruń | Get Well Toruń | Get Well Toruń | Get Well Toruń | Get Well Toruń | Fogo Unia Leszno      | Fogo Unia Leszno      | Fogo Unia Leszno      | Fogo Unia Leszno      | Fogo Unia Leszno      | Fogo Unia Leszno      | Fogo Unia Leszno      | Fogo Unia Leszno      | Fogo Unia Leszno      | Fogo Unia Leszno      | Fogo Unia Leszno      | Fogo Unia Leszno      | Fogo Unia Leszno      | Fogo Unia Leszno      | Fogo Unia Leszno      | Fogo Unia Leszno      | Fogo Unia Leszno      | Fogo Unia Leszno      | Fogo Unia Leszno      | Fogo Unia Leszno      | Fogo Unia Leszno      | Fogo Unia Leszno      |

#### Indywidualne mistrzostwa Ligi Juniorów
| Rok  | Dzień       | Miejscowość | Stadion                            | Długość toru | Klub         | Biegi       | Punkty | Miejsce | Zwycięzca         |
| ---- | ----------- | ----------- | ---------------------------------- | ------------ | ------------ | ----------- | ------ | ------- | ----------------- |
| 2013 | 3 września  | Toruń       | Motoarena Toruń im. Mariana Rosego | 325 m        | Unibax Toruń | (2,3,3,3,3) | 14     | 1.      | —                 |
| 2014 | 25 września | Częstochowa | Arena Częstochowa                  | 368 m        | Unibax Toruń | (2,3,3,3,1) | 12+3   | 2.      | Patryk Malitowski |

#### Indywidualne międzynarodowe mistrzostwa Ekstraligi
| Rok  | Dzień       | Miejscowość | Stadion                            | Długość toru | Klub                              | Biegi          | Punkty | Miejsce | Zwycięzca        |
| ---- | ----------- | ----------- | ---------------------------------- | ------------ | --------------------------------- | -------------- | ------ | ------- | ---------------- |
| 2015 | 2 sierpnia  | Leszno      | Stadion im. Alfreda Smoczyka       | 346 m        | KS Toruń                          | (d,0,0,0,1)    | 1      | 16.     | Grigorij Łaguta  |
| 2020 | 15 sierpnia | Toruń       | Motoarena Toruń im. Mariana Rosego | 318 m        | ELTROX Włókniarz Częstochowa      | (0,0,2,2,3) +1 | 7+1    | 8.      | Bartosz Zmarzlik |
| 2021 | 18 czerwca  | Toruń       | Motoarena Toruń im. Mariana Rosego | 318 m        | eWinner Apator Toruń              | (3,1,2,0,3) +0 | 9+0    | 9.      | Jason Doyle      |
| 2022 | 2 kwietnia  | Toruń       | Motoarena Toruń im. Mariana Rosego | 318 m        | For Nature Solutions Apator Toruń | (1,3,0,0,0)    | 4      | 15.     | Bartosz Zmarzlik |

### Mistrzostwa Czech

#### Drużynowe mistrzostwa Czech juniorów
| Sezon 2012 |         |           |        |         |                        |                        |                        |                        |                        |                        |                        |                        |                        |                        |                        |                        |                        |                        |                        |                        |                        |                        |                        |                        |                        |                        |      |      |      |      |      |      |      |      |      |      |      |      |      |      |           |           |           |           |           |           |           |           |           |           |           |           |           |           |           |           |           |           |           |           |           |           |
| Slaný      | Liberec | Pardubice | Pilzno | Miejsce | Miejsce                | Miejsce                | Miejsce                | Miejsce                | Miejsce                | Miejsce                | Miejsce                | Miejsce                | Miejsce                | Miejsce                | Miejsce                | Miejsce                | Miejsce                | Miejsce                | Klub                   | Klub                   | Klub                   | Klub                   | Klub                   | Klub                   | Klub                   | Klub                   | Klub | Klub | Klub | Klub | Klub | Klub | Klub | Klub | Klub | Klub | Klub | Klub | Klub | Klub | Zwycięzca | Zwycięzca | Zwycięzca | Zwycięzca | Zwycięzca | Zwycięzca | Zwycięzca | Zwycięzca | Zwycięzca | Zwycięzca | Zwycięzca | Zwycięzca | Zwycięzca | Zwycięzca | Zwycięzca | Zwycięzca | Zwycięzca | Zwycięzca | Zwycięzca | Zwycięzca | Zwycięzca | Zwycięzca |
| –          | 11      | –         | –      | 1.      | Zlatá Přilba Pardubice | Zlatá Přilba Pardubice | Zlatá Přilba Pardubice | Zlatá Přilba Pardubice | Zlatá Přilba Pardubice | Zlatá Přilba Pardubice | Zlatá Přilba Pardubice | Zlatá Přilba Pardubice | Zlatá Přilba Pardubice | Zlatá Přilba Pardubice | Zlatá Přilba Pardubice | Zlatá Přilba Pardubice | Zlatá Přilba Pardubice | Zlatá Přilba Pardubice | Zlatá Přilba Pardubice | Zlatá Přilba Pardubice | Zlatá Přilba Pardubice | Zlatá Přilba Pardubice | Zlatá Přilba Pardubice | Zlatá Přilba Pardubice | Zlatá Přilba Pardubice | Zlatá Přilba Pardubice | —    | —    | —    | —    | —    | —    | —    | —    | —    | —    | —    | —    | —    | —    | —         | —         | —         | —         | —         | —         | —         | —         |           |           |           |           |           |           |           |           |           |           |           |           |           |           |

### Mistrzostwa Danii

#### Drużynowe mistrzostwa Danii
| Sezon | Klub          | Liga        | Mecze | Biegi | Punkty | Bonusy | Razem | Średnia biegowa | Miejsce | Zwycięzca ligi          | Mistrz Danii            |
| ----- | ------------- | ----------- | ----- | ----- | ------ | ------ | ----- | --------------- | ------- | ----------------------- | ----------------------- |
| 2012  | EMS Esbjerg B | 1. Division | 3     | 13    | 19     | 4      | 23    | 1,769           | b.d.    | MSC Munkebo             | EMS Esbjerg             |
| 2013  | HSK Holsted   | DSL         | 1     | 4     | 2      | –      | 2     | 0,500           | 3.      | EMS Esbjerg             | EMS Esbjerg             |
| 2018  | Team Fjelsted | DSL         | 1     | 6     | 13     | 1      | 14    | 2,333           | 4.      | Region Varde Elitesport | Region Varde Elitesport |

### Mistrzostwa Szwecji

#### Drużynowe mistrzostwa Szwecji
| Sezon | Klub                       | Liga       | Mecze | Biegi | Punkty | Bonusy | Razem | Średnia biegowa | Miejsce | Zwycięzca ligi         | Mistrz Szwecji         |
| ----- | -------------------------- | ---------- | ----- | ----- | ------ | ------ | ----- | --------------- | ------- | ---------------------- | ---------------------- |
| 2014  | Ikaros Smederna Eskilstuna | Elitserien | 7     | 28    | 47     | 2      | 49    | 1,750           | 6.      | Elit Vetlanda          | Elit Vetlanda          |
| 2015  | Ikaros Smederna Eskilstuna | Elitserien | 7     | 28    | 40     | 3      | 43    | 1,536           | 5.      | Elit Vetlanda          | Elit Vetlanda          |
| 2016  | Smederna Eskilstuna        | Elitserien | 13    | 63    | 92     | 7      | 99    | 1,571           | 8.      | Rospiggarna Hallstavik | Rospiggarna Hallstavik |
| 2017  | Smederna Eskilstuna        | Elitserien | 4     | 13    | 14     | 2      | 16    | 1,231           | 1.      | —                      | —                      |
| 2018  | Dackarna Målilla           | Elitserien | 17    | 65    | 89     | 15     | 104   | 1,600           | 2.      | Smederna Eskilstuna    | Smederna Eskilstuna    |
| 2019  | Piraterna Motala           | Elitserien | 16    | 82    | 125    | 16     | 141   | 1,720           | 7.      | Smederna Eskilstuna    | Smederna Eskilstuna    |
| 2020  | Dackarna Målilla           | Elitserien | 2     | 11    | 12     | 2      | 14    | 1,273           | 6.      | Masarna Avesta         | Masarna Avesta         |
| 2021  | Västervik Speedway         | Elitserien | 11    | 55    | 100    | 6      | 106   | 1,927           | 3.      | Dackarna Målilla       | Dackarna Målilla       |
| 2022  | Västervik Speedway         | Elitserien | 9     | 39    | 58     | 10     | 68    | 1,744           | 5.      | Smederna Eskilstuna    | Smederna Eskilstuna    |

### Mistrzostwa Wielkiej Brytanii

#### Drużynowe mistrzostwa Wielkiej Brytanii
| Sezon | Klub            | Liga        | Mecze | Biegi | Punkty | Bonusy | Razem | Średnia biegowa | Miejsce | Zwycięzca ligi | Mistrz Wielkiej Brytanii |
| ----- | --------------- | ----------- | ----- | ----- | ------ | ------ | ----- | --------------- | ------- | -------------- | ------------------------ |
| 2017  | Leicester Lions | Premiership | 13    | 3     | 3      | –      | 3     | 1,000           | 8.      | Swindon Robins | Swindon Robins           |
| 2017  | Leicester Lions | Baraże      | 2     | –     | –      | –      | –     | ns              | 8.      | Swindon Robins | Swindon Robins           |

### Mistrzostwa Niemiec

#### Drużynowe mistrzostwa Niemiec
| Sezon | Klub                   | Liga       | Biegi         | Punkty | Miejsce | Zwycięzca ligi | Mistrz Niemiec |
| ----- | ---------------------- | ---------- | ------------- | ------ | ------- | -------------- | -------------- |
| 2021  | MC Nordstern Stralsund | Bundesliga | (0,u,2,3,2,2) | 9 (29) | 4.      | MSC Brokstedt  | MSC Brokstedt  |